# President del Parlament de les Illes Balears
El President del Parlament de les Illes Balears és el representant màxim de la cambra s'ocupa del seu bon funcionament, a més es troba al capdavant de la Mesa i dirigeix i modera els debats. Una altra funció del president és respecte al reglament de la cambra el fa complir, interpreta i substitueix. En aquest darrer cas ha de comptar amb el suport de la Mesa i la Junta de Portaveus.

## Llista de presidents/es
| #  | Legislatura | Nom                  | Nom                              | Inici mandat           | Fi mandat              | Partit polític | Partit polític                                        |
| -- | ----------- | -------------------- | -------------------------------- | ---------------------- | ---------------------- | -------------- | ----------------------------------------------------- |
| 1  | I           |                      | Antoni Cirerol Thomàs            | 31 de maig de 1983     | 3 de juliol de 1987    |                | Aliança Popular/Partit Demòcrata Liberal/Unió Liberal |
| 2  | II          |                      | Jeroni Albertí i Picornell       | 3 de juliol de 1987    | 19 de juny de 1991     |                | Unió Mallorquina                                      |
| 3  | III         |                      | Cristòfol Soler Cladera          | 19 de juny de 1991     | 25 d'agost de 1995     |                | Partit Popular de les Illes Balears                   |
| 3  | IV          |                      | Cristòfol Soler Cladera          | 19 de juny de 1991     | 25 d'agost de 1995     |                | Partit Popular de les Illes Balears                   |
| 4  |             | Joan Huguet i Rotger | 25 d'agost de 1995               | 12 de juliol de 1999   |                        |                | Partit Popular de les Illes Balears                   |
| 5  | V           |                      | Antoni Josep Diéguez Seguí       | 12 de juliol de 1999   | 31 de juliol de 1999   |                | Partit Socialista de les Illes Balears                |
| 6  | V           |                      | Maximilià Morales Gómez          | 31 de juliol de 1999   | 19 de juny de 2003     |                | Unió Mallorquina                                      |
| 7  | VI          |                      | Pere Rotger Llabrés              | 19 de juny de 2003     | 26 de juny de 2007     |                | Partit Popular de les Illes Balears                   |
| 8  | VII         |                      | Maria Antònia Munar i Riutort    | 26 de juny de 2007     | 9 de març de 2010      |                | Unió Mallorquina                                      |
| 9  | VII         |                      | Aina Rado i Ferrando             | 9 de març de 2010      | 7 de juny de 2011      |                | Partit Socialista de les Illes Balears                |
| 10 | VIII        |                      | Pere Rotger Llabrés              | 7 de juny de 2011      | 11 de desembre de 2012 |                | Partit Popular de les Illes Balears                   |
| 11 | VIII        |                      | Margalida Duran Cladera          | 18 de desembre de 2012 | 18 de juny de 2015     |                | Partit Popular de les Illes Balears                   |
| 12 | IX          |                      | María Consuelo Huertas Calatayud | 18 de juny de 2015     | 25 de gener de 2017    |                | Podem                                                 |
| 13 | IX          |                      | Baltasar Picornell Lladó         | 14 de febrer de 2017   | 20 de juny de 2019     |                | Podem                                                 |
| 14 | X           |                      | Vicenç Thomàs Mulet              | 20 de juny de 2019     | 20 de juny de 2023     |                | Partit Socialista de les Illes Balears                |
| 14 | XI          |                      | Gabriel Le Senne Presedo         | 20 de juny de 2023     | En el càrrec           |                | Vox                                                   |